# Oranžský svobodný stát
Republika Oranžský svobodný stát (nizozemsky Oranje Vrijstaat, afrikánsky Oranje Vrystaat) byla nezávislá búrská republika v Jižní Africe během druhé poloviny 19. století a později britská kolonie a provincie Jihoafrické unie. Jedná se o historickou předchůdkyni současné provincie Svobodný stát, sahající od řeky Oranje po řeku Vaal, a jejíž hranice byly vytyčeny Velkou Británií v roce 1848, kdy byla tato oblast vyhlášena jako Oranžský svrchovaný stát (Orange River Sovereignty), se sídlem v britské residenci v Bloemfontein.
V severní části území byla v roce 1837 ve Winburgu založena republika Voortrekkerů (búrských osadníků). Tento stát se sloučil s republikou Potchefstroom, která se později stala součástí Jihoafrické republiky (Transvaal).
Britové uznali nezávislost na řece Oranje dne 17. února 1854 a země se oficiálně osamostatnila jako Oranžský svobodný stát dne 23. února téhož roku podpisem Bloemfonteinské konvence. Nová republika byla začleněna do Orange River Sovereignty s tradicí republiky Winburg-Potchefstroom.
Přestože se Oranžský svobodný stát rozvinul do politicky a hospodářsky úspěšné republiky, prožíval stálé konflikty s Brity (viz Búrské války) před tím, než byl nakonec připojen jako kolonie řeky Oranje v roce 1900. Oranžský svobodný stát přestal existovat jako nezávislá búrská republika dne 31. května 1902 podpisem Vereenigingské smlouvy na závěr druhé búrské války. Připojila se k unii v Jižní Africe v roce 1910 (která se později stala Jihoafrickou republikou v roce 1961) jako provincie pod jeho dřívějším názvem, společně s provinciemi Kapsko, Natal, a Transvaal.
Název republiky pochází částečně od řeky Oranje (stejně jako Transvaalská republika byla pojmenována podle řeky Vaal), ale oba názvy byly udělené nizozemskými protestantskými osadníky na počest vládnoucí nizozemské královské rodiny.

## Historie
Zemi na sever od řeky Oranje poprvé navštívili Evropané ke konci 18. století. V té době byla celkem řídce osídlena. Většina obyvatel byla členy skupiny Bechuana, ale v údolích řek Oranje a Vaal byly rovněž obyvatelé kmene Korannas a dalších Khoekhoes a v Dračích horách a na západní hranici žili v hojném počtu Bušmeni. Na počátku 19. století se Griquové usadili severně od Oranje. Mezi lety 1817 a 1831 byla země zničena králem Mzilikazim a jeho lidem kmene Matandebele a obrovské plochy byly vylidněny. Do této doby překročilo řeku Oranje jen málo Evropanů a byli to hlavně lovci nebo misionáři.

### Búrové
Nizozemští, němečtí a francouzští (hugenotští) sedláci často migrovali za půdou, vžil se tedy pro ně název trekboerové (trek = cesta, boer = sedlák). Byli to zemědělci, kteří hledali pastvu pro svůj dobytek a usadili se v zemi. Byli následováni v roce 1836 první částí Velkého treku (kolem 6 000 lidí). Motivy pro vystěhování z Kapska byly různé, především se jednalo o zrušení otroctví; Búrové tak ztratili levnou pracovní sílu, navíc jejich víra, vycházející z Kalvínova učení, jim neumožňovala uznat „bezvěrce“ (afrikánsky kafry) jako sobě rovné. Vůdce první velké části emigrantů byl A. H. Potgieter, který uzavřel dohodu s Makwananem, náčelníkem z Bataungu z pokolení Bechuana, který převáděl rolníky mezi řekami Vet a Vaal. Emigranti brzy přišli do styku s Mzilikazim, který vyústil v nájezdy ze strany Zulú. Neshody vyvrcholily v roce 1838 v bitvě u Krvavé řeky, kde Andries Pretorius a jeho Búrové drtivě porazili zulské vojsko.
Mezitím se jiná část emigrantů měla usadit v Thaba 'Nchu, kde měli misijní stanici metodisté. S vystěhovalci bylo zacházeno s velkou laskavostí. V prosinci 1836 se emigranti mimo Oranje vypracovali ve Valném shromáždění k elementární republikánské formě vlády. Po porážce Mzilikaziho založil město Winburg (pojmenovaný tak podle Búrů na památku jejich vítězství) a byla zvolena Lidová rada a Piet Retief, jeden z nejschopnějších členů Lidové rady, se stal vladařem a generálním vojenským velitelem. Vystěhovalci již čítali zhruba 500 mužů, kromě žen a dětí a mnoha zaměstnanců. Roztržky mezi emigranty vznikaly velmi rychle, jelikož se počet obyvatel neustále zvyšoval, a tak Retief, Potgieter i s ostatními vůdci překročili Dračí hory a vstoupili do Natalu. Ti, kteří zůstali, byli rozděleni do několika subjektů, které na sebe vzájemně žárlily a nevražily.

### Britské zákony

Oranžský svobodný stát cca 1890

Zároveň platí, že k vzestupu nové síly došlo kolem horní Oranje a v údolí řeky Caledon. Moshesh, bečuánský kníže, měl spojené dohromady řady rozdělených klanů, které hledaly útočiště v horských oblastech a měly tam vytvořit národ Basuto. V 1833 byli vítáni jako pracovníci lidu francouzskými protestantskými misionáři, a jako búrští přistěhovalci se začali usazovat v jeho okolí. Rozhodli se usilovat o podporu ze strany Britů na mysu. V té době britská vláda nebyla ochotna vykonávat účinnou kontrolu nad emigranty. Jednali na základě doporučení Dr. Johna Philipa, londýnského superintendanta Misijní společnosti stanic v Jižní Africe, a v roce 1843 uzavřeli smlouvu s Mosheshem, čímž bylo toto území uvedeno pod britskou ochranu. Podle této smlouvy, která uznávala svrchovanost nad velkou oblastí, byla nejdůležitější snaha udržet pod kontrolou emigranty a chránit je jako domorodce a Kapské kolonie. Cílem bylo vyvarovat se srážek mezi všemi třemi stranami.
V roce, v němž byla uzavřena smlouva s Mosheshem, několik velkých búrských skupin překročilo Dračí hory na území severně od Oranje, jelikož odmítali zůstat v Natalu, který se stal britskou kolonií. Během svého pobytu v prosinci 1838 zde měli způsobit těžkou porážku Zuluů pod vedením Dingana, která v návaznosti na útěk Mzilikaziho výrazně posílila pozici Mosheshe, jehož síla se stala hrozbou pro vystěhovalé zemědělce. Problémy však nastaly nejprve mezi Búry a Griquas v Philippoliském okresu. Mnozí bílí zemědělci v této oblasti, na rozdíl od svých stipendistů dále na sever, byli ochotni akceptovat britská pravidla, a tato skutečnost indukovala činnost pana Justice Menziese, jednoho ze soudců v kolonii na mysu a později na okruhu v Colesbergu, který překročil řeku Oranje a prohlásil v říjnu 1842 zemi britským územím, proklamaci zakázané guvernérem Sirem Georgem Napierem, který však tvrdil, že vystěhovaní zemědělci byli stále britskými poddanými. Právě po této epizodě byla sjednána smlouva mezi Adamem Kokem a Mosheshem.
Smlouvy dávaly velkou příležitost Búrům, kteří odmítli uznat suverenitu domorodých velitelů. Většina bílých zemědělců na Kokově území poslala deputace britskému komisaři v Natalu, Henrymu Cloeteovi, s žádostí o rovné zacházení s Griquy, a vyjádřili přání, aby byli za takových podmínek pod britskou ochranou. Krátce nato vypuklo nepřátelství mezi zemědělci a Griquy. Britská vojska byla přesunuta na podporu Griqů a po šarvátce na Zwartkopjes (2. května 1845) byla uzavřena nová dohoda mezi Kokem a sirem Peregrinem Maitlandem, později guvernérem Kapské kolonie, prakticky byla administrace v rukou Britů umístěná na jeho území, vyplněna 1846 kapitánem H. D. Warden. Místo zvolil kapitán (později major) Warden jako sídlo jeho soudu, který byl znám jako Bloemfontein, a poté se stal hlavním městem celé země.

### Búrská správa
Lidová rada ve Winburgu v tomto období i nadále uplatňuje nárok na jurisdikci nad Búry žijícími mezi řekami Oranje a Vaal a byla ve federaci s lidovou radou v Potchefstroomu, který učinil podobný požadavek na Velké Búry žijící na sever od řeky Vaal. V roce 1846 krátkou dobu okupoval major Warden území Winburgu, a vztahy mezi Búry a Brity byly ve stavu neustálého napětí. Mnoho zemědělců opustilo Winburg a vydalo se do Transvaalu. Harry Smith se stal guvernérem kolonie na mysu na konci roku 1847. Prohlásil, že se pokusí vládnout shodně se smlouvami s Griqy a Basuty, a 3. února 1848 prohlásil britskou svrchovanost nad zemí mezi Oranje a Vaalem na východ od Dračích hor. Díky opatření Harryho Smitha a jeho popularitě mezi Búry, získal pro svou politiku značnou podporu, ale Republikánská strana, jejímž vůdcem byl Andries Pretorius, se nepodrobila bez boje. Byli však poraženi Harrym Smithem v angažmá v Boomplaats (29. srpna 1848). Následně Pretorius, s největším odporem k britským zákonům, ustoupil celý Vaal.

## Poštovní známky
Republika začala vydávat poštovní známky v roce 1868 a pokračovala až do roku 1897. Byl použit jediný návrh, pomerančovník, s nápisem „Oranje Vrij Staat“ na okraji. Razítek, které byly typografie De La Rua, byly v hodnotách od jednoho penny do pěti šilinků, v různých barvách. Pravidelný nedostatek nutil k používání nátisků, v 1877, 1881, 1882, 1888, 1890, 1892, 1896 a 1897. Razítka republiky jsou většinou stejné dodnes, ale některé z nátisku jsou omezené a jsou v rozmezí 200 USD. Mnoho druhů chyb přetisků není známo (invertovanými, double, atd.)

## Správní členění
V čele státu stál prezident jakožto představitel moci výkonné, volený přímou volbou na pět let všemi bílými muži nad 21 let. Měl právo vyhlašovat válku a uzavírat mír nebo mezinárodní smlouvy. Takový krok však musel být vždy ratifikován parlamentem. V době míru byl i vrchním velitelem armády. Prezident byl pak odpovědný právě jednokomorovému parlamentu (volksraad). Funkci vlády zastávala výkonná rada (uitvoerende raad), sestavená z úředníků a politiků dosazených volksraadem.
Země byla rozdělena na 18 okresů, které spravoval prezidentem jmenovaný landdrost. Okresy se dále dělily na správní obvody (wijk), každý okres měl mezi 2 až 5 wijky. Tento obvod byl spravován veldkornetem.

### Prezidenti Oranžského státu
PREZIDENTI ORANŽSKÉ REPUBLIKY
- 1848–1854 území anektováno Brity
- 1854–1855 Josias Philipus Hoffman
- 1855–1860 Jacobus Nicolaas Boshof
- 1860–1863 Martin Wessels Pretorius (též prezident Transvaalu)
- 1863–1864 J. J. Venter
- 1864–1888 Jan Hendrik Brand
- 1889–1896 Frederik W. Reitz
- 1896–1902 Marthinus Theunis Steyn

BRITSKÁ SPRÁVA
- 1900–1901 Sir Alfred Milner (vysoký komisař jižní Afriky a guvernér)
- 1901–1905 Sir H. Goold-Adams
- 1905–1906 C. J. Smythe (ministerský předseda)
- 1906–1907 F. R. Moor (ministerský předseda)
- 1907–1910 Abraham Fischer (ministerský předseda)
- od 1910 součást Jihoafrické unie (viz Jihoafrická republika)

### Armáda
Oranžsko nemělo stálou armádu. Jedinými stálými ozbrojenými složkami byla policie a od roku 1890 i dělostřelectvo. V případě ohrožení měl každý bílý muž od 16 do 60 let povinnost přihlásit se ke své jednotce. Tato jednotka byla nazývána komando a velel jí kommandant, který byl volen obyvateli příslušného okresu. V době míru stál v čele armády prezident. Za války byl vrchní velitel volen sborem kommandantů a veldkornetů.